# 哈罗德·艾利斯
哈罗德·艾利斯（英語：Harold Ellis，1970年10月7日—），美国NBA联盟前职业篮球运动员。